# Démographie de la Suède

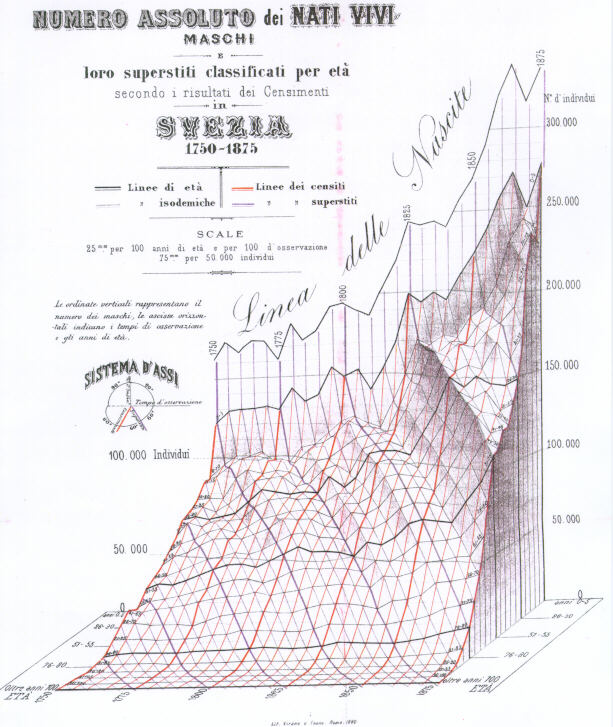
Stéréogramme : représentation en trois dimensions de la pyramide des âges à partir des données du recensement suédois (1750-1875) par Luigi Perozzo.

Avec près de 10 millions d'habitants en 2016, la Suède est le pays nordique et scandinave le plus peuplé. Depuis 2005, la croissance démographique de la Suède est supérieure à la moyenne européenne.
Le taux d'urbanisation est de 87 % alors que les villes n'occupent qu'1,5 % du territoire. En 2019, la densité de celles-ci est de 1437 personnes par km² (en augmentation par rapport à 2018, où elle était de 1423 personnes par km²).

## Évolution de la population

### De 1960 à 2015
| Année              | Population (au 1er janvier) | Naissances | Taux de natalité (‰) | Taux de fécondité (enfants par femme) | Décès  | Taux de mortalité (‰) | Taux de variation naturelle (‰) | Solde migratoire | Croissance démographique (‰) |
| ------------------ | --------------------------- | ---------- | -------------------- | ------------------------------------- | ------ | --------------------- | ------------------------------- | ---------------- | ---------------------------- |
| 1960               | 7 471 345                   | 102 219    | 13,7                 |                                       | 75 093 | 10,0                  | 3,6                             | - 504            | 3,6                          |
| 1965               | 7 695 200                   | 122 806    | 15,9                 |                                       | 78 194 | 10,1                  | 5,8                             | 32 694           | 10,0                         |
| 1970               | 8 004 371                   | 110 149    | 13,7                 |                                       | 80 016 | 9,9                   | 3,7                             | 46 726           | 9,6                          |
| 1975               | 8 176 447                   | 103 632    | 12,6                 |                                       | 88 208 | 10,8                  | 1,9                             | 16 556           | 3,9                          |
| 1980               | 8 303 094                   | 97 064     | 11,7                 |                                       | 91 797 | 11,0                  | 0,6                             | 9 606            | 1,8                          |
| 1985               | 8 342 633                   | 98 463     | 11,8                 |                                       | 94 032 | 11,3                  | 0,5                             | 11 075           | 1,9                          |
| 1990               | 8 527 039                   | 123 938    | 14,5                 | 2,13                                  | 95 161 | 11,1                  | 3,4                             | 34 814           | 7,4                          |
| 1995               | 8 816 381                   | 103 422    | 11,7                 | 1,73                                  | 93 955 | 10,6                  | 1,1                             | 11 648           | 2,4                          |
| 2000               | 8 861 426                   | 90 441     | 10,2                 | 1,54                                  | 93 461 | 10,5                  | - 0,3                           | 24 386           | 2,4                          |
| 2005               | 9 011 392                   | 101 346    | 11,2                 | 1,77                                  | 91 710 | 10,2                  | 1,1                             | 26 724           | 4,0                          |
| 2010               | 9 340 682                   | 115 641    | 12,3                 | 1,98                                  | 90 487 | 9,6                   | 2,7                             | 49 734           | 8,0                          |
| 2015               | 9 747 355                   | 114 870    | 11,7                 | 1,85                                  | 90 907 | 9,3                   | 2,4                             | 79 699           | 10,6                         |
| Source : Eurostat, |                             |            |                      |                                       |        |                       |                                 |                  |                              |

### Projection démographique
L'évolution probable de la taille et de la structure de la population fait l'objet d'une projection tenant compte des tendances actuelles de l'évolution de la population avec comme année de référence 2015 :
| Année             | Population (au 1er janvier) - Projection de référence |
| ----------------- | ----------------------------------------------------- |
| 2020              | 10 293 412                                            |
| 2030              | 11 237 236                                            |
| 2040              | 11 994 364                                            |
| 2050              | 12 681 084                                            |
| 2060              | 13 284 780                                            |
| 2070              | 13 842 072                                            |
| 2080              | 14 388 478                                            |
| Source : Eurostat |                                                       |

## Immigration
En Suède, plus de 16 % des habitants sont nés à l'étranger, un chiffre supérieur à celui de la France et à la moyenne européenne.